# Пивихай
Пивихай (исп. Pivijay) — город и муниципалитет на севере Колумбии, на территории департамента Магдалена.

## История
Поселение, из которого позднее вырос город, было основано в 1774 году. Муниципалитет Пивихай был выделен в отдельную административную единицу в 1912 году.

## Географическое положение

Муниципалитет Пивихай

Город расположен в северо-западной части департамента, к востоку от реки Магдалена, на расстоянии приблизительно 94 километров к юго-западу от Санта-Марты, административного центра департамента Магдалена. Абсолютная высота — 5 метров над уровнем моря.

Муниципалитет Пивихай граничит на северо-западе с территорией муниципалитета Ремолино, на западе — с муниципалитетом Саламина, на юго-западе — с муниципалитетом Эль-Пиньон, на юге — с муниципалитетами Чиболо и Сабанас-де-Сан-Анхель, на востоке — с муниципалитетами Альгарробо и Фундасьон, на северо-востоке — с муниципалитетом Эль-Ретен. Площадь муниципалитета составляет 2147 км².

## Население
По данным Национального административного департамента статистики Колумбии, совокупная численность населения города и муниципалитета в 2015 году составляла 33 924 человек.
Динамика численности населения муниципалитета по годам:
| 2005   | 2006   | 2007   | 2008   | 2009   | 2010   | 2011   | 2012   | 2013   | 2014   |
| ------ | ------ | ------ | ------ | ------ | ------ | ------ | ------ | ------ | ------ |
| 36 018 | 35 789 | 35 553 | 35 331 | 35 117 | 34 910 | 34 707 | 34 501 | 34 313 | 34 114 |

Согласно данным переписи 2005 года мужчины составляли 52,3 % от населения Пивихая, женщины — соответственно 47,7 %. В расовом отношении белые и метисы составляли 99,4 % от населения города; негры, мулаты и райсальцы — 0,6 %.
Уровень грамотности среди всего населения составлял 75,8 %.

## Экономика
Основу экономики Пивихая составляет сельскохозяйственное производство.

56,2 % от общего числа городских и муниципальных предприятий составляют предприятия торговой сферы, 26,4 % — предприятия сферы обслуживания, 15,5 % — промышленные предприятия, 1,9 % — предприятия иных отраслей экономики.